# Izabella Olejnik

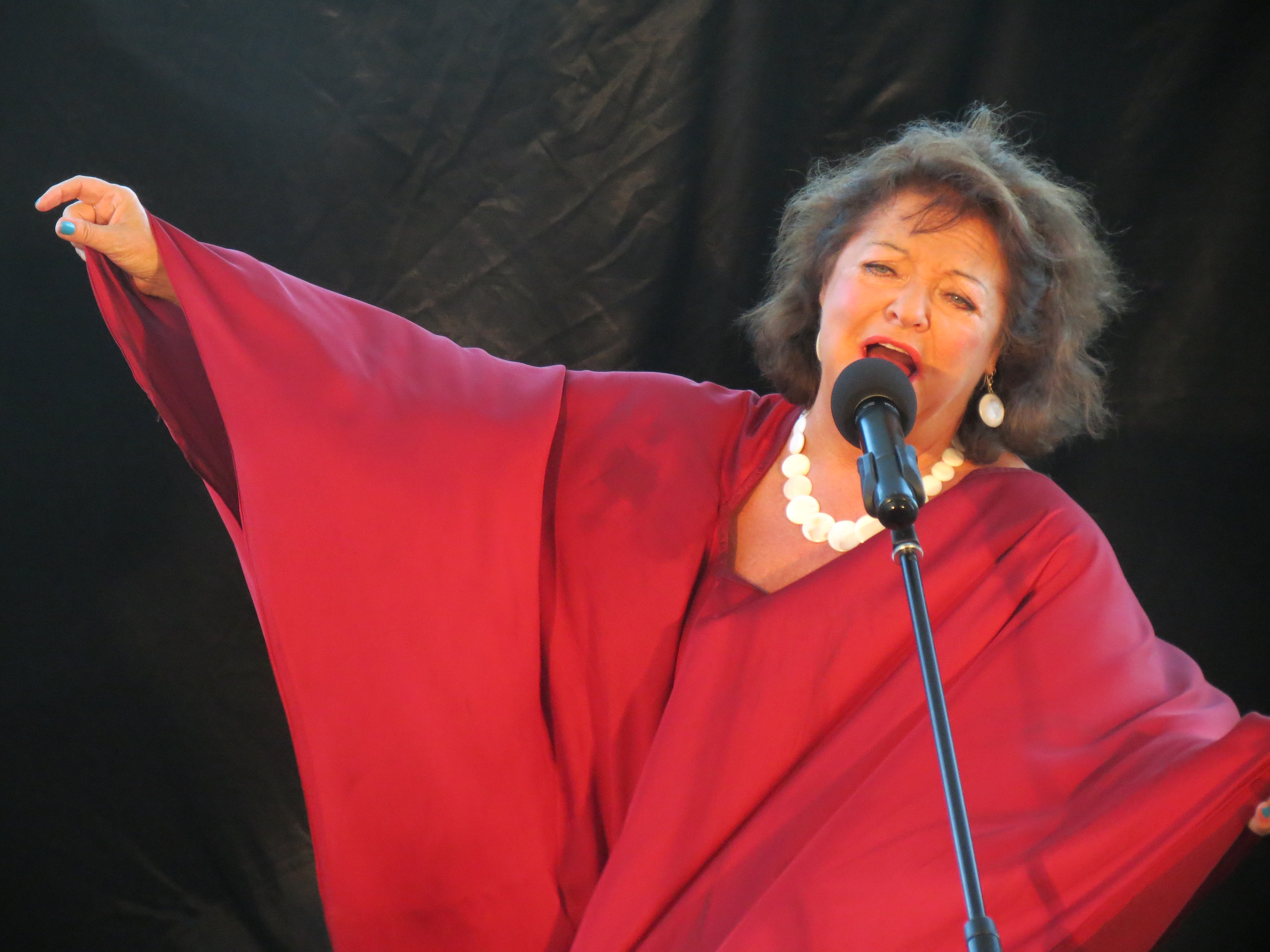
Recital Nie odbierzesz mi radości, Scena Letnia w Gdyni, 2013

Izabella Olejnik (ur. 29 listopada 1951 w Łodzi) – polska aktorka filmowa i teatralna, mezzosopran.

## Życiorys
W 1976 zdała egzamin eksternistyczny dla aktorów dramatu. Znana z Kabaretu Olgi Lipińskiej, z którym współpracowała od 1979, jako Bellisima. Popularność przyniosła jej również rola Joanny Tarkowskiej, matki Darka w serialu Siedem życzeń. W latach 1987–1997 przebywała za granicą.

## Recitale
- Nie odbierzesz mi radości, Teatr Dramatyczny w Warszawie, 1995
- Z głębiny nocy, Telewizja Polska, reż. Laco Adamík, 1995
- Moja świadomość tańczy, Teatr Prochownia, 1998
- Szaleć nienagannie, Teatr Syrena, 2002
- Nie odbierzesz mi radości, Scena Letnia w Gdyni, 2013

## Teatry
- Teatr STS w Warszawie, 1970–1973
- Teatr im. Cypriana Kamila Norwida w Jeleniej Górze, 1973–1974
- Teatr Rozmaitości w Warszawie, 1974–1979
- Teatr Komedia w Warszawie, 1979–1983
- Teatr Dramatyczny w Elblągu, 1983–1984
- Teatr Dramatyczny w Warszawie, 1984-1989
- Teatr Syrena w Warszawie, 1997-2007

## Filmografia
- 1978: Bez znieczulenia, jako studentka Michałowskiego
- 1978: Co mi zrobisz jak mnie złapiesz, jako Lewandowska
- 1980: Dom, jako kelnerka w "Cafe-Fogg" (odc. 3)
- 1980: Miś, kasjerka w barze mlecznym "Apis"
- 1984: 07 zgłoś się, jako Monika Tokarzewska (odc. 17, 18)
- 1984: Siedem życzeń, jako Joanna Franciszka Tarkowska, matka Darka
- 1986: Bohater roku, jako Krysia, asystentka Danielaka
- 1987: Cesarskie cięcie, jako Pietrzakowa
- 1995: Sukces..., jako kelnerka w barze w Spychowie (odc. 8)
- 2001: Karolcia, jako sąsiadka
- 2003: Szycie na gorąco, jako Maryla Poleś, matka Jolki
- 2006–2007: Babcia Róża i Gryzelka, jako babcia Róża
- 2007–2009: Plebania, jako Celina
- 2008: Agentki, jako dyrektorka domu dziecka (odc. 9)
- 2009: 39 i pół, jako ciotka Darka
- 2010: Na dobre i na złe, jako Lucyna Radomska, matka Jana
- 2012: Lekarze, jako Viola, była żona Cypriana (odc. 13)
- 2016: Barwy szczęścia, jako Izabella Olejnik, znajoma Tolka Koszyka (odc. 1543)
- 2023: Uwierz w Mikołaja, jako Irenka

## Odznaczenia
- 2007 – Odznaka honorowa "Zasłużony dla Kultury Polskiej"[2]